# 真田昌幸
真田 昌幸（さなだ まさゆき）は、戦国時代の武将、大名。
甲斐国の武田信玄の家臣となり信濃先方衆となった地方領主真田氏の出身で、真田幸綱（幸隆）の三男。信玄・勝頼の2代に仕え、武田氏滅亡後に自立。織田信長の軍門に降り、滝川一益の与力となったが、本能寺の変後に再び自立し、近隣の北条氏や徳川氏、上杉氏との折衝を経て、豊臣政権下において所領を安堵された。上田合戦で2度にわたって徳川軍を撃退したことで、徳川家康を大いに恐れさせた逸話で知られるが、関ヶ原の戦いで西軍についたために改易された。
軍記物や講談、小説などに登場したことで、後世には戦国時代きっての知将としてよく知られるようになった。
子に真田信之（上田藩初代藩主）、真田信繁（真田幸村）らがいる。

## 生涯

### 出自
天文16年（1547年）、真田幸綱（真田幸隆）の三男として生まれる。生誕月日は不明。幼名は源五郎。
真田昌幸は三男であり、同母兄に真田信綱・真田昌輝がいたため、真田氏の家督承継の可能性は低かった。

### 武田信玄の時代
天文22年（1553年）、甲斐武田家への人質として7歳で甲斐国へ下り、武田晴信（武田信玄）の奥近習衆に加わった。なお、『甲陽軍鑑』（以下『軍鑑』）によれば、この時の奥近習衆は昌幸の他に金丸平八郎、曽根与一、三枝勘解由、三枝新十郎、曽根総次郎が挙げられている。

#### 武田氏親族衆の武藤氏を継ぐ
真田昌幸は永禄年間に信玄の母系・大井氏の支族である武藤氏の養子となり、武藤喜兵衛を称し足軽大将に任じられ、その軍役は騎馬15騎、足軽30人と伝えられている。
なお、武藤氏は武藤三郎左衛門尉の時に実子の武藤与次が早世したため、真田昌幸を養子にとったとされている。
永禄7年（1564年）頃に、山手殿（山之手殿、真田信之、真田信繁らの母）を妻に迎えている。山手殿は公家・菊亭晴季の娘とされているが、晴季の生年などから否定的見方がなされており、出自には諸説がある（山手殿の項を参照）。

#### 第四次川中島の戦い
初陣は『甲陽軍鑑』によれば、永禄4年（1561年）9月の第四次川中島の戦いに、足軽大将として武田家奉行人にも加わったと言われている。ただし『軍鑑』以外の史料が無く、昌幸が川中島に出陣したかどうかの傍証は無い。ただし昌幸は15歳であり、元服前後の年齢で出陣していた可能性も否定はできない。
永禄9年（1566年）春、甲府一蓮寺で歌会が開かれた際には奥近習衆として信玄の配膳役を勤めた。永禄10年（1567年）11月に武田勝頼の嫡男・武田信勝が生まれた際には山県昌景・馬場信春・内藤昌豊・土屋昌続と共に信玄の使者として高遠城の武田勝頼の下に出向いた。昌幸以外の顔ぶれはいずれも武田氏の譜代宿老・重臣クラスであり、この頃の昌幸は武藤氏を継いで既に重臣クラスかそれに準ずる地位にあったと見られている。ただし出典が『軍鑑』のみで傍証が無いのも事実である。

#### 武田信玄の小田原攻め

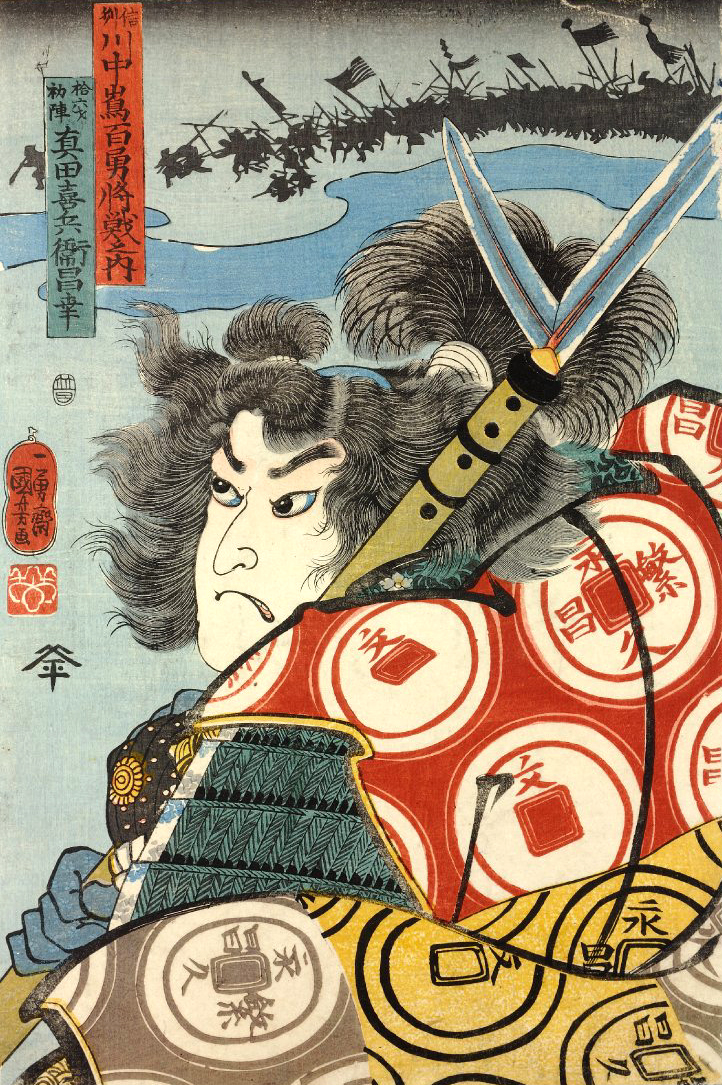
川中島百勇将戦之内：拾六才初陣真田喜兵衛昌幸（歌川国芳作）

永禄12年（1569年）10月6日、北条氏康・氏政・氏照親子との三増峠の戦いでは先陣の馬場信春への使番を務めた。『軍鑑』によれば北条氏との戦いで一番槍の高名を挙げたとされている。

#### 武田信玄の駿河侵攻
武田信玄は昌幸の父・幸綱にも劣らぬ才能を見抜いていた。『軍鑑』によれば、元亀元年（1570年）に武田軍が伊豆に侵攻して韮山城を攻めている時、北条氏政が援軍の指揮を執り箱根を越えて三島に着陣したので、信玄は決戦を主張した。これに状況を見極めるべきではと慎重論を唱えた馬場信春に、「信玄の両眼の如き者たちを物見に派遣しておる」と信玄は答えた。諸将が信玄の両目に比肩される武将は誰なのかと訝しんでいると、まもなく曽根昌世と昌幸が帰還して報告をして、その両名が両眼であることがわかった。
この話に出てくる昌世がそうであるように、昌幸も、父と兄の信綱、昌輝と並び、武田二十四将にも数えられる事があり、父と兄弟3人が武田二十四将に数えられるような家は、この真田家だけである。

#### 武田信玄の西上作戦
元亀3年（1572年）10月から武田信玄の西上作戦に参陣し、12月の三方ヶ原の戦いにも参加しているが、この際に昌幸は浜松城に敗走した徳川家康らを追撃・総攻撃すべきという意見に反対したとされている。『甲陽軍鑑』によれば、昌幸は「武藤喜兵衛尉、騎馬15騎、足軽30人」の指揮を執って出陣したとされている。当時の昌幸の所領の場所や規模は明らかではないが、武田家の親族衆である信玄の弟・武田信実が昌幸とほぼ同じ規模の兵を保有しており、信実は397貫文を知行としていたため、昌幸も同等かそれより上くらいと推測されている。なお、この頃には養父の武藤三郎左衛門尉は戦死していたとされており、昌幸がその遺領を継いでいたと見られている。
なお、信玄の晩年には武田氏の奉行人に列されており、元亀3年（1572年）2月4日の佐久郡岩村田の龍雲寺宛の竜朱印状の奉者として確認できる。

### 武田勝頼の時代
元亀4年（1573年）4月、信玄が病死すると家督を継いだ武田勝頼に仕えた。
天正2年（1574年）には父・幸綱が死去する。この時、既に真田氏の家督は長兄・真田信綱が継いでいた。しかし天正3年（1575年）5月21日の長篠の戦いで信綱と次兄・昌輝が討死したため、昌幸は真田氏に復して家督を相続した。これには武田家の重臣で川中島の海津城主であった高坂昌信の支援があったとされ、勝頼も昌幸の復姓と家督相続を認めたとされる。なお、昌幸も長篠合戦には参加していたが、勝頼旗本衆として参加していたため、戦死は免れていた。武藤家の家督は武藤一族の武藤常昭が継承したと考えられており、武藤領と真田領を併せて相続したわけでは無かったようで、所領に関しては一万五千貫ともいわれる真田領のみの相続であった。家督相続後、昌幸は真田領の仕置のために在国し、あるいは勝頼への甲府出仕も多かったとされ、本領と甲斐を往復する事を繰り返したようである。真田氏の本拠の展開は戸石城を中心とした一帯を掌握したことを第一の画期としており、居館を核としてはいるが、山城(詰の城)・寺院・市町などはいずれも多元的で家臣の集住はほとんど見られないことから、昌幸の支配領域では兵農未分離のまま、在地の中小領主層が戦国期以来の郷村支配を続けており、上田に移住するまで昌幸は、小県郡と西上野に独自の領域支配を展開していくことになる。
天正6年（1578年）3月、越後の上杉謙信死後に御館の乱を経て甲越同盟が成立するが、この時の上杉景勝との交渉は親族衆の武田信豊・譜代家老の小山田信茂・勝頼側近の跡部勝資らが担当しており、昌幸は蚊帳の外に置かれていた。この同盟成立により、天正7年（1579年）9月に昌幸は勝頼の命令で北条氏政の所領であった東上野の沼田領へ侵攻した。昌幸は沼田衆を調略によって切り崩し、叔父の矢沢頼綱に沼田城を攻めさせ、一方で現在の利根郡みなかみ町にある名胡桃城の鈴木重則と小川城の小川可遊斎を誘降させて両城を手に入れた。そしてこれらを拠点にして沼田城を攻撃したが、北条氏邦が援軍に駆け付けたために撤退した。天正8年（1580年）閏3月から沼田城攻撃を再開し、金子泰清や藤田信吉らを投降させて5月に沼田城を開城させた。この時、同時に利根郡みなかみ町にあった猿ヶ京城も攻め落とした。同年、武田信勝元服祝儀の名目で喜兵衛尉を改め、安房守の名乗りを許された。この時点では、勝頼から与えられた私称である。これは、北条方の上野担当である藤田（北条）氏邦が、安房守を受領名としていたことへの対抗である。
天正9年（1581年）には、勝頼の命で新たに韮崎へ築城された新府城の人夫動員を通達している。新府城築城に関しては昌幸は作事奉行であったとする説もあるが、昌幸は麾下の諸将に人夫動員を通達しているに過ぎず、作事奉行であったとする見方を慎重視する説もある。同年、元沼田城主・沼田景義が旧領奪回を図ったが、昌幸は家臣の金子泰清に命じて景義を討ち取った。
天正10年（1582年）3月、織田信長・徳川家康連合軍による甲州征伐が開始され本格的な武田領国への侵攻が行われた。なお江戸期編纂の文書に拠れば、このとき昌幸は武田勝頼に甲斐国を捨てて上野国吾妻地方に逃亡するように進言し岩櫃城へ迎える準備をしていたが勝頼は郡内領主・小山田信茂の居城である岩殿城を目指して落ち、その結果途中で信茂の裏切りに遭って最期を遂げることになったと言われている。このような武田家への忠誠を示す逸話が知られるが、一方で武田滅亡以前から北条氏邦、徳川家康、上杉景勝との接触を示す史料もあり、氏邦からは北条への降伏をするよう返信を受けている。
武田氏滅亡後、天正10年（1582年）4月8日、昌幸は織田信長から、旧領のどの部分かは不明だが安堵をされ、織田政権に組み込まれ、織田氏の重臣・滝川一益の与力武将となった。また沼田城には滝川益重が入った。昌幸は次男の信繁を人質として滝川一益に差し出した。

### 天正壬午の乱
織田氏に従属してから僅か3ヶ月後の天正10年（1582年）6月2日に本能寺の変で信長が横死する。甲斐・信濃の旧武田領はこの事変で騒然たる状態となり、森長可、毛利秀頼、道家正栄ら信長から旧武田領の統治を任されていた織田家臣らは相次いで美濃方面に逃走し、甲斐・信濃諏訪郡支配を担っていた河尻秀隆は殺害された。こうして無主となった旧武田領を巡り、徳川家康・上杉景勝・北条氏直らが熾烈な争奪戦を繰り広げた（天正壬午の乱）。
昌幸もこの好機を見逃さず、信濃小県郡や佐久郡における旧武田家臣の取り込みを策した。織田信長の苛烈な仕置のために武田家臣の多くは潜伏していたが、本能寺の変により彼らは自由の身となった。しかし主家である武田家は既に滅亡しており、彼らは6月12日に小県郡海野郷に鎮座する白鳥明神の祭礼に事寄せて神前で会合し、酒を酌み交わしながら将来について話し合った。昌幸はこの会合には参加していないが、会合参加者の一部をこの時に既に調略しており、この会合で調略していた一部が昌幸を総大将に仰ぐ事を表明すると他もそれに続くようになった。そして彼らの代表者が岩櫃城にいた昌幸の下を訪れ、昌幸は快諾して砥石城に移り、彼らと主従の契りを結んだ。この2日前の6月10日には真田領の四阿山白山神社の宝蔵院に寺領を寄進し、武田家臣時代の与力衆だった吾妻衆の家臣団化を推し進めている。6月12日付で吾妻郡の地侍・恩田伊賀に30貫文、6月16日には吾妻郡の豪族・鎌原重春に1,000貫文、6月21日には湯本三郎右衛門に所領を与え、吾妻郡有力者の人心収攬に務めている。
6月19日、北条氏直が上野に侵攻し、滝川一益を破った（神流川の戦い）。この時、昌幸は滝川一益を諏訪まで送り届けた。昌幸は一益がいなくなり上野も無主になると、6月21日に叔父の矢沢頼綱を送り込んで沼田城を奪回した。また、嫡男の信幸を岩櫃城に送って上野方面の守備を固めた。
同時期、越後の上杉景勝も北信に進軍し、6月24日に長沼城に入った。これに対し、昌幸はまず上杉景勝に臣従したが、7月9日には北条氏直に降った。7月12日、北条氏直は川中島に進軍し、上杉景勝と対峙したが決戦を避け、徳川家康が侵攻した甲斐に向かった。この時、松田憲秀と真田昌幸を殿として残している。一方、上杉景勝は8月9日に新発田重家に対処する為に越後に帰国した。沼田城に戻った昌幸は9月25日、佐久郡において北条氏直に抵抗していた春日城主・依田信蕃を介して徳川家康方となり、突如、北条氏を裏切る。10月19日に禰津昌綱を攻めたのを手始めに、信蕃と連合軍を形成して小諸で軍事行動を行うが、信蕃と組むのは北条氏を裏切った証として家康から求められていたものであった。昌幸離反の情報は、10月初旬に北条氏に伝わったとみられる。藤田氏邦は昌幸をけん制するため沼田城を攻めるが、成功しなかった。これが契機となって、若神子で徳川軍と対陣する北条氏直は10月29日に和睦の途を選択する。しかし、北条氏との同盟を選択した家康は氏直に和睦の条件として上野国の沼田領を譲渡するという条件を出した。昌幸は自力で獲得した沼田割譲について代替地が不明瞭だったことに反発し、徳川・北条と敵対していた越後の上杉景勝に臣従する。これは徳川・北条連合と対立する上杉・羽柴陣営への参加に他ならない。この時、厩橋城の北条高広も真田昌幸や上杉景勝に通じ北条氏と敵対するが、翌年9月頃、厩橋城は落城している。

### 徳川家康との対立
天正11年（1583年）、昌幸は上杉氏に対する千曲川領域を抑える城が必要になり、徳川家康の命で川の北岸、沼、崖などの自然を要害とする地に松尾城（後の上田城）と、その周囲に当時流行の城下町も築いた。また、同時期には北条氏と通じていた一族である根津昌綱を懐柔、近隣の屋代秀正、室賀満俊らを調略し、丸子氏を滅ぼしている。これら一連の活動は徳川家の家臣として行なっているが、昌幸は家康との和睦条件の齟齬から独立を策していたとされている。
天正12年（1584年）3月に小牧・長久手の戦いが起こり、家康は主力の指揮を執り尾張国に向かい、昌幸は越後の上杉景勝を牽制するために信濃に残留した。昌幸は家康の注意がそれたのを見て、吾妻衆に上野白井城を計略を以て攻めさせ、沼田城周辺で北条氏と小競り合いを繰り返している間に、知行宛行状を濫発して沼田・吾妻の所領を改めて確保し、さらに室賀正武を殺害し、徳川を刺激しないため正武の妻子の命は助けて、上杉に引渡した。この事件は真田による謀殺ではなく、昌幸を暗殺しようとした室賀を返討ちにした事件として噂が広められた。
こうして沼田・吾妻・小県を完全に真田領として掌握した。当時佐竹義重、宇都宮国綱の連合軍と沼尻の合戦を展開していた氏政、氏直父子は、昌幸の動きを警戒しており、主要街道の確保に躍起になっていた。
家康は12月に羽柴秀吉と和議を結んで尾張から撤兵する。そして北条氏直から和議の条件の履行を迫られたため、天正13年（1585年）4月、甲府に軍を進めて昌幸に対し沼田領を北条氏に引き渡すように求めた。しかし沼田領の替地として伊那郡中を替地として与えるという家康の案を、昌幸は拒否した。
家康は浜松城に引き返した。
昌幸は家康との手切れを決断し、徳川軍の侵攻に備えて7月15日に次男の信繁を人質にして上杉景勝に従属する。閏8月、真田領の制圧を狙った徳川家康と北条氏直は、鳥居元忠、大久保忠世、平岩親吉ら約7,000の兵力を昌幸の居城・上田城に、藤田氏邦を沼田城に侵攻させた。
昌幸はわずか2,000の兵力で徳川軍に1,300人もの死傷者を出させるという大勝をおさめている（第一次上田合戦）。結城晴朝のもとに上田の戦勝の知らせが届いた時にはその数字は2千人に膨れ上がり、晴朝は「誠に心地好き次第」として喜んだ。この上田合戦を契機に真田氏は、武田の旧臣から信濃の独立勢力（大名）として豊臣系大名の間で認知されることになった。同様の構図による戦いは幾度か再戦があり、少なくとも2度以上あったとされる。一方、家康は上田の敗戦を受けて、北条氏との同盟強化に乗り出さなければならなかった。また、氏直は沼田攻めを手掛けるも、落とせなかった。

### 豊臣政権時代
天正13年（1585年）冬、次男の信繁が上杉景勝の人質から、盟主である豊臣秀吉の人質として大坂に出仕し、昌幸は豊臣家に臣従した。
天正14年（1586年）には佐久に侵攻する。5月25日には北条氏直に沼田城を攻撃されるが撃退した。7月には家康が昌幸征伐のために甲府に出陣する。しかし8月7日に秀吉の調停を受けて真田攻めを中止。その代わりに11月4日、秀吉の命令で昌幸は家康の与力大名となった。
天正15年（1587年）2月に上洛。3月18日に昌幸は小笠原貞慶とともに駿府で家康と会見し、その後上坂して大坂で秀吉と謁見し、名実ともに豊臣家臣となった。なお、真田氏は上杉氏を介して豊臣大名化を遂げたのではなく、上杉氏には真田氏を豊臣大名化させる意志はなかったため、昌幸が独力で交渉窓口を切り開いたが、有力な取次と関係を構築できなかったので、豊臣大名化が遅れた。
天正17年（1589年）には秀吉による沼田領問題の裁定が行われ、北条氏には利根川以東が割譲され昌幸は代替地として伊那郡箕輪領を得るが、これは第一次上田合戦前に家康が提示した替地と同じである。この頃、昌幸は在京していたが、11月には北条氏家臣の猪俣邦憲が名胡桃城を攻め、これが惣無事令違反とみなされた。この名胡桃城奪取事件の際、昌幸から同城代に任命されていた鈴木重則は昌幸に対して責任を取る形で自害した。この名胡桃城奪取事件は天正18年（1590年）の小田原征伐の原因となる。
小田原征伐に際しては、天正18年（1590年）1月8日に秀吉から3か条の条目を与えられている。3月上旬には上杉景勝・前田利家ら北陸の豊臣軍と共に北条領の上野に攻め入り、北条家重臣の大道寺政繁が守る松井田城を攻めた。この小田原征伐の間、昌幸は秀吉・石田三成らと相互に情報交換を繰り返しており、松井田城包囲中に三成宛に「上野国中に悉く放火仕る」と報告している。松井田城攻略後は上野における北条家の属城を次々と落とし、4月29日付の秀吉の昌幸宛書状では北条属城の攻略を受けてその仕置を命じられて、武器・兵糧・弾薬の没収を務めている。
以後、北陸軍は上野・武蔵など関東北部の北条属城を落としながら南下する。石田三成の指揮下で大谷吉継らと忍城攻めに加わったと伝えられ、浅野長政らと持田口攻めを担当したが甲斐姫らに撃退されたとされている。
北条家が降伏すると、家康は関東に移され、関東の周囲には豊臣系大名が配置されて家康の牽制を担った。昌幸は秀吉から旧領を安堵され、同じく家康牽制の一端を担った。昌幸は秀吉から家康の与力大名とされていたが、沼田問題で昌幸の在京期間が長期に及んで秀吉の信任を得る事になり、正式に豊臣系大名として取り立てられていた可能性が指摘されているが、それを示す直接的史料は無い。なお安堵された領地の内、沼田領は嫡子の信幸に与えられ、信幸は家康配下の大名として昌幸の上田領から独立した。
文禄元年（1592年）、文禄の役では肥前名護屋城に在陣した。昌幸は秀吉の命令で500人の軍役が課されており、16番衆組として徳川家康ほか関東・奥羽諸大名の中に編成された。昌幸は渡海命令を与えられる事の無いまま、家康と共に文禄2年（1593年）8月29日に大坂に帰陣した。この1年半の間、上田領内に発給した昌幸の文書は皆無であり、上田統治は家臣に任せていた可能性が高い。
大坂に帰陣した後、渡海しなかった代償として昌幸らには秀吉の隠居城である伏見城の普請役の負担を命じられた。そのため昌幸は上京してその指揮を務め、資材や労働力を負担したが、この間に豊臣秀頼が生まれたため、一応は完成していた伏見城の更なる拡張工事を命じられて普請に当たっている。昌幸は普請役では知行高の5分の1の人数負担が割りふられており、その人数は270人を数えている。ただし扶持米は豊臣家から支給された。また、築城工事の最終段階で木曽材の運搬役を秀吉から命じられている。
この軍役や普請の負担の功労により、文禄3年（1594年）11月2日に秀吉の推挙で信幸に従五位下伊豆守と豊臣姓、信繁に従五位下左衛門佐と豊臣姓が与えられた。なお、信繁はこの頃になると昌幸の後継者としての地位を固めつつあった。また、同年4月には、昌幸は自称だった安房守に正式に任官されている（従五位下安房守）。
慶長2年（1597年）10月、秀吉の命令で下野宇都宮城主の宇都宮国綱が改易されると、その所領没収の処理を浅野長政と共に担当した。
時期不明であるが、秀吉から羽柴の名字を与えられたのであろう「羽柴昌幸」の文書が残っている。

### 関ヶ原合戦
慶長3年（1598年）8月18日、秀吉が死去する。死後の豊臣政権においては五大老筆頭の家康が台頭し、影響力を強めた。慶長3年（1598年）6月から慶長5年（1600年）7月までの2年間にわたり、昌幸の上田領での発給文書は皆無であり、この頃は上京していたと推測されている。昌幸は表向き家康に従っていたようであり、家康が大坂城西の丸に移ると、昌幸も他の諸大名に伴って伏見から大坂に移る支度をしている旨の書状を国許にいる信幸に向けて送っている。
慶長5年（1600年）7月、家康は出仕を拒否する上杉景勝に討伐軍を起こして関東へ下り、在京していた昌幸もこれに従っている。家康の留守中に五奉行の石田三成が挙兵し、諸大名に家康弾劾の13ヵ条の書状を送り多数派工作を始める。昌幸は下野国犬伏（現在の栃木県佐野市）で書状を受け取ったと言われる。この時、昌幸は信幸・信繁と去就を決めるため会議を開き、昌幸は宇多氏を通じて三成と姻戚にあった関係から次男・信繁と共に西軍に、信幸は正室の小松姫が本多忠勝の娘である事を理由に東軍に与することとなり、真田家存続のために父子訣別した。上田城へ引き返した昌幸は、その途上で、信幸の居城・沼田城を奪おうと画策し、沼田の留守を預かっていた小松姫に、「孫の顔が見たい」として開門を請うたが、小松姫は、昌幸の知略を恐れて拒絶。昌幸は、「さすが本多忠勝の娘」と笑って沼田を通り過ぎたという話が『滋野世記』他の後世の編纂書で伝えられている。

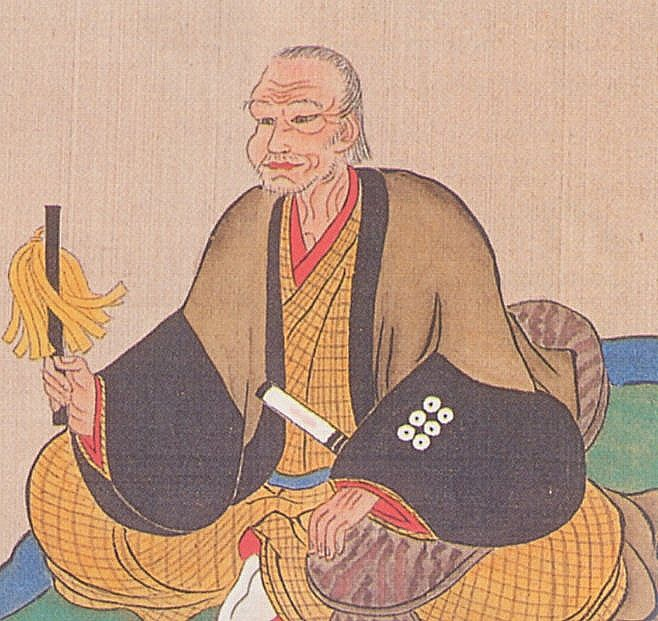
長野市松代町の原氏所蔵

7月から8月にかけて、昌幸は豊臣系大名（西軍）と書状での交信を繰り返している。ただ8月10日の書状を最後に交信は確認されておらず、昌幸も大坂の西軍も戦備に追われていたものと推測されている。決起後の三成が、真田氏に発給した書状のうち、七月晦日付の昌幸充書状に、「三成からの使者を昌幸の方から確かな警護を付けて、沼田越に会津へ送り届けて欲しい」（真田宝物館所蔵文書）と頼んでおり、石田と上杉の仲介をしていたことがわかる。
そして家康の三男・徳川秀忠が率いる約38,000の部隊が江戸を発して中山道を下り、9月6日（10月12日）には上田城攻略を開始し、昌幸は2,000の兵力で篭城して迎え撃った（第二次上田合戦）。秀忠はまず、真田信幸と本多忠政を使者にして昌幸の帰順を勧告している。しかし昌幸はこの交渉で帰順すると思わせぶりな態度を見せながら土壇場になって態度を翻して抗戦の意思を示して秀忠を挑発。秀忠軍を城攻めに集中させる手をとった。昌幸は信幸が上田の支城である戸石城に攻めてくると、信幸に功を挙げさせるためと同族の流血を避けるため、同城の守備を担当していた信繁に城を放棄させて上田に撤退させた。
昌幸は徹底した籠城策を取り、時には出撃して奇策を用いて秀忠軍を散々に翻弄し、秀忠は城攻めに手を焼いて9月9日に小諸に撤退した。この際の徳川軍の惨敗ぶりは徳川方の史料にも「我が軍大いに敗れ、死傷算なし」と伝えられている。中山道制圧の任にあった秀忠軍は8月29日付で家康から上洛を命じられ、上田攻略を諦めた。この時、上洛を命じる家康の使者は利根川の増水で到着が遅れ、秀忠軍は9月15日（10月21日）の関ヶ原の戦い本戦に遅参することになる（よって上田合戦は本戦遅参の原因ではない）。一方『真田家文書』では、従軍していた信幸に対して秀忠は、8月23日付の書状で昌幸の籠もる上田城を攻略する予定を伝え、小県郡に集結するように命じている上、小山を出陣してからかなりのんびりした行軍を重ねて小諸には9月2日に着陣している。
ただし第二次上田合戦の大規模な合戦と秀忠軍大敗を裏付ける当時の史料は無く、家譜類に刈田を起因とする小競り合いが記載されるのみである。また森忠政宛秀忠文書から秀忠が上洛の報を受けたのは8日の上田で、その後に撤退した。
その後、関ヶ原での石田三成敗戦の報が届いてもすぐには降伏せず、海津城主・森忠政の家臣である城代・井戸宇右衛門配下の兵の守る葛尾城に対して上田城から9月18日と23日の2度に渡って信繁を出撃させて夜討ちと朝駆けの攻撃を加えている。しかしながらもはや西軍の敗北は明らかで同月中には徳川からの降伏・開城要請に応じた。

### 配流
関ヶ原の戦後処理において、徳川家康より昌幸・信繁父子には上田領没収と死罪が下される。昌幸は討死覚悟で籠城する決意を固めるが、東軍に属した長男の信幸（後の信之）とその舅である本多忠勝の助命嘆願で助命され、高野山への蟄居が決められた（『上田軍記』）。信濃上田の真田領に関しては信幸に与えられ、信幸は沼田27,000石、上田38,000石、加増30,000石の合わせて95,000石を領する大名となり、真田家の存続に尽くした。
昌幸は慶長5年（1600年）12月13日に上田城を発して高野山に向かった。昌幸の正室は上田に残留し、次男の信繁とその妻子、さらに池田長門・原出羽・高梨内記・小山田治左衛門・田口久左衛門・窪田作之丞・関口角左衛門・関口忠右衛門・河野清右衛門・青木半左衛門・飯嶋市之丞・石井舎人・前島作左衛門・三井仁左衛門・大瀬儀八・青柳清庵ら16人が従った（『滋野世記』）。昌幸の去った上田城は徳川方に接収され、家康の命令を受けた諏訪頼水らによって破却された。なお信之と別れの対面をした際に、恐ろしげな目からはらはらと涙を流して「さてもさても口惜しきかな。内府（家康）をこそ、このようにしてやろうと思ったのに」と無念の胸中を語ったと伝わっている（『真田御武功記』）。
高野山での昌幸の配所は1里ほど麓の細川という場所であった。しかし、間もなく配所は九度山（現・和歌山県九度山町）に代わる。信繁が妻を伴っていたため「女人禁制」の関係で代わったとも、冬の高野山の寒さに耐えかねて代わったとも言われている。なお、流人ではあるが昌幸・信繁の屋敷が別々に造営され（真田庵）、家臣の屋敷も近くに造られるなど、普通の流人よりはかなり厚遇されていたようである。昌幸の生活費に関しては国許の信之、関係の深かった蓮華定院、和歌山藩主の浅野幸長からの援助で賄った。しかし生活費に困窮し、国許の信之に援助金を催促するため10年余の間に20余通の書状を出している。このことからも、昌幸が上田を去った後も、信之との関係が疎遠にならず、親密な仲を維持していた事が窺える。

### 最期
10年余り続いた流人生活は昌幸の気力を萎えさせた。晩年の3月25日付（年次不明）の信之宛書状では「此の一両年は年積もり候ゆえ、気根くたびれ候（中略）、ここもと永々の山居、よろず御不自由御推察なさらるるべく候」とある。
また配流当初には信之を通して赦免運動を展開し、慶長8年（1603年）3月15日付で国許の信綱寺へ宛てた書状があり、その内容から赦免されて国許に帰還する希望を持っていたようである。また国許の家臣との関係も親密で、家臣が昌幸を頼って九度山に逃れてきた事もある。
最晩年の昌幸は病気がちだった。信之宛の書状では信之の病気平癒の祝言を述べると共に自らも患っている事を伝えている。また書状では「此の方別儀なく候、御心安くべく候、但し此の一両年は年積もり候故、気根草臥れ候、万事此の方の儀察しあるべく候」とあり、さらに「大草臥」と繰り返しており、配流生活は年老いた昌幸を苦しめたようである。
慶長16年（1611年）6月4日、九度山で病死した。享年65（67とも）。

## 逸話

### 人物像
表裏比興の者
「表裏比興の者」と言われていた。これは天正14年（1586年）の上杉景勝の上洛を秀吉が労う内容の文書で、同日付で豊臣家奉行の石田三成・増田長盛が景勝へ宛てている添書条に記されてもいる。これは家康上洛に際して家康と敵対していた昌幸の扱いが問題となり、家康の真田攻めで景勝が昌幸を後援することを禁じた際の表現で「比興」は現在では「卑怯」の当て字で用いられる言葉だが「くわせもの」あるいは「老獪」といった意味で使われ、武将としては褒め言葉である。これは地方の小勢力に過ぎない昌幸が、周囲の大勢力間を渡り歩きながら勢力を拡大させていった手腕（知謀・策略）と場合によっては大勢力との衝突（徳川との上田合戦等）も辞さない手強さ（武勇）を合わせて評したものである。実際、昌幸を「比興の者」と評したと目される三成は、真田家と縁を結んでいる。
知略・統率力
昌幸は現代の歴史小説において「謀略家」「謀将」として描かれる傾向が非常に根強い。誤りとまではいわないが、この従来の人物像の基礎になっているのは江戸時代中期の享保16年（1731年）に成立した松代藩士・竹内軌定の『真武内伝』である。そのため、確実な一次史料の存在が乏しく、昌幸の人物像や個性に関しては不明な点も少なくない。文人としての知識や興味は乏しかったためかどうかは不明だが、昌幸の著作や詩歌に関連する物は皆無の状態である。『真武内伝』が信頼できるかどうかには疑問も持たれているが、これから昌幸の人物像を紹介すると、「昌幸卒去」の項に死に臨んで信繁に対し、昌幸は九度山幽閉中に家康が近い将来豊臣氏を滅ぼすことを予期していたと言われ、その際には青野ヶ原（大垣市を中心とする西美濃一帯・関ヶ原とほぼ同地点）で徳川軍を迎撃する策などを画し、徳川軍が攻めてくれば巧妙に撤退しながら隙を見ては反撃し、最後は瀬田の唐橋を落として守り、多くの大名を味方に付けるように策す事を遺言したとされる。ただこの作戦は寡兵で多勢の敵軍に何度も勝利した楠木正成が採用した策略や陽動作戦そのものであり、昌幸が死に臨んで披露したかどうかには疑問をもたれている。昌幸の策略は常に少数の味方で大兵力を抱える敵を破る事にあった。『真武内伝』では「古今の英雄で、武略は孫子呉子の深奥を究め、寡をもって衆を制し、神川の軍前には碁を囲んで強敵といえどもものともせず、その勇は雷霆にも動じない」と評している。同書によると昌幸は策略において常に楠木正成を手本にしていたとされている。また策略だけではなく、家臣や領民を糾合して大敵に当たった昌幸の統率力は高く評価されている。
武田信玄に対する忠義・敬愛
昌幸は最初の主君である武田信玄を生涯において敬愛し、絶対の忠誠を誓っていた。天正13年（1585年）12月に昌幸は信玄の墓所を自領である真田郷内に再興しようとした。また『真武内伝』によると昌幸は信玄に幼少期から仕え、信玄全盛期の軍略や外交を見て模範にしていたとされる。同書によると、秀吉と昌幸が碁を打っていた際、秀吉が「信玄は身構えばかりする人だった」と評した。それに対して昌幸は「信玄公は敵を攻めて多くの城を取ったが、合戦に手を取る事なくして勝ちを取ったもので、敵に押しつけをした事は一度もない」と答えたと伝わる。
豊臣秀吉に対する恩顧
昌幸は大名となる過程で秀吉の支援を受けていたため、秀吉に対して一定の恩顧心があったとされる。領主としての昌幸に関しては不明な点が多い。
筆まめ
昌幸は非常に筆まめだった。大名時代から信之、家臣の河原氏などに対する書状が確認され、流人時代には信之や近臣に頻繁に書状を送っている。流人時代には彼らから生活の援助を受けており答礼を記したものもあるが、書状の中では旧主として振る舞っているようにも見られ、昌幸の芯の強さが窺える。一方で昌幸は我が子を愛しており、死去する1か月前には信之に何としても会いたいという気持ちを吐露する書状を送った。

### 関ヶ原
徳川秀忠が西軍についた真田昌幸の篭る上田城に前進を阻まれていた時、秀忠は冠が岳にいる先陣の石川玄蕃、日根野徳太郎に連絡する必要に迫られ、島田兵四郎という者を伝令として出した。兵四郎は地理がよくわからなかったうえ、上田城を避けて迂回していたのでは時間がかかりすぎると思い、なんと上田城の大手門前に堂々と馬を走らせ、城の番兵に向かって「私は江戸中納言（=秀忠）の家来の島田兵四郎という者。君命を帯びて、我が先陣の冠が岳まで連絡にいくところです。急ぎますので、どうか城内を通してくだされ」と叫んだ。味方に連絡するために、現在交戦中の敵城を通してくれ、というのだから、とんでもない話である。番兵たちもあまりのことに仰天してしまい、真田昌幸に報告すると、「なんと肝っ玉の太い武士だろう。通してやらねばこちらの料簡の狭さになる。門を開けてやれ」と門を開けるように指示した。「かたじけない」と城内を駆け抜け裏門を抜ける際、島田兵四郎はちゃっかりと「帰りももう一度来ますので、また通してくだされ」と言った。その言葉通り、再び島田兵四郎が帰りに城に立ち寄った時、真田昌幸はいたく感服し、兵四郎に会い、「そなたは城内を通過したので、我が城内の様子を見ただろう。しかし様々な備えはあれど、それは城の本当の守りではない。真の守りは、城の大将の心の中にあるのだ」と、自ら直々に案内して城内を詳しく見せてやり、その後門を開けて帰してやったという。

### 墓所
昌幸の葬儀に関しては不明である。

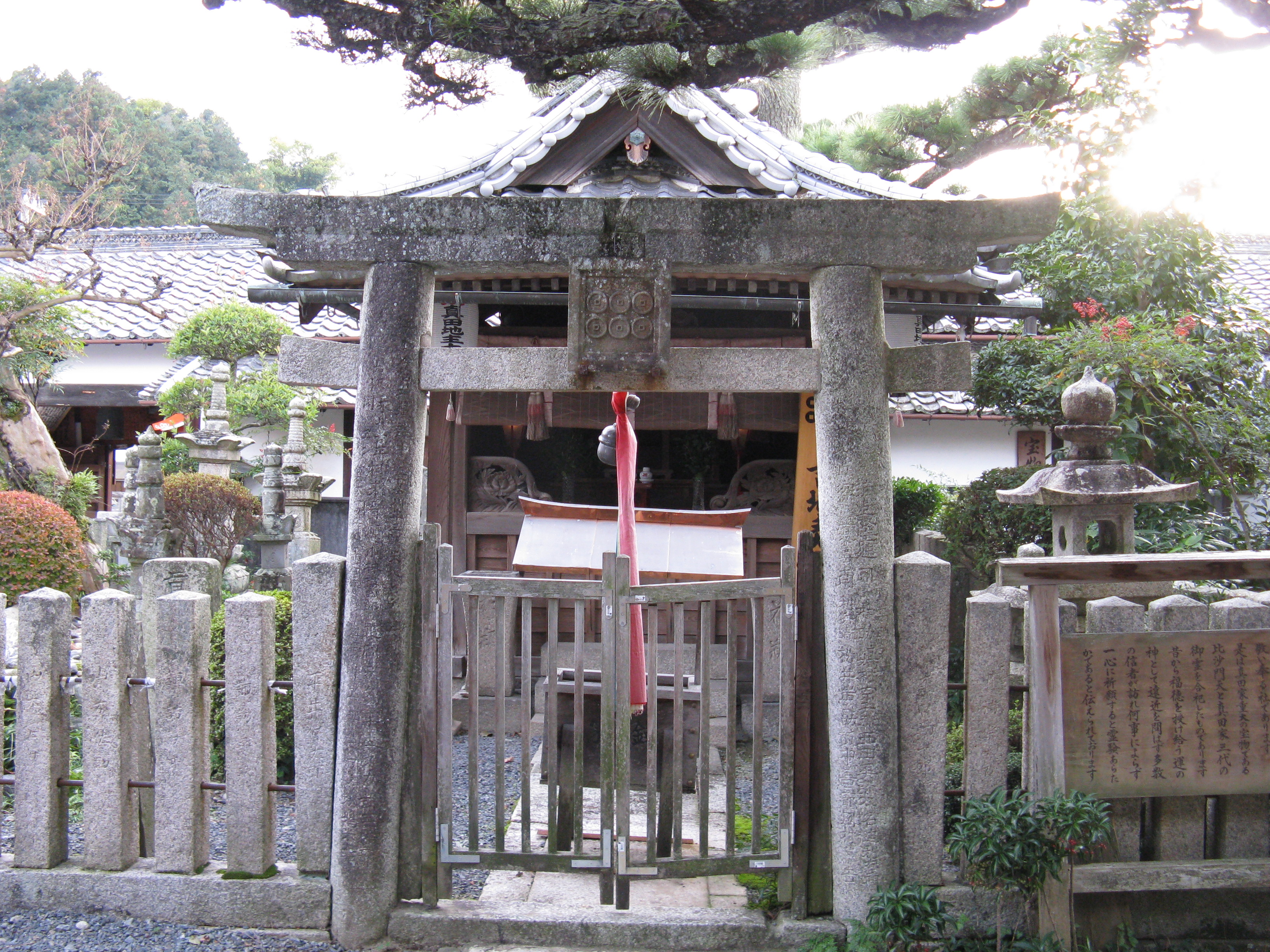
善名称院、昌幸を祀った真田地主大権現

死後、遺体は九度山に付き従った河野清右衛門らによって火葬にされ、慶長17年（1612年）8月に分骨を上田に運んだという。墓所は長野市松代町松代の真田山長国寺で、上田（長野県上田市）の真田家廟所である真田山長谷寺に納骨された経緯が記されている。また九度山（和歌山県伊都郡九度山町）の真田庵にも法塔が造立され昌幸墓所とされており、後に尼寺である佉（人偏に「去」）羅陀山善名称院が開かれている。別称の真田庵というのは、大安が建立した善名称院の事で、いつの頃からか、後世に真田庵と呼ばれるようになった。

### 徳川家を恐れさせた存在
昌幸の死後、信之はその葬儀について、徳川家康の側近である本多正信に尋ねた。それに対して正信は「昌幸は重罪人であるから幕府の意向を確かめてから対応するように」と忠告している。
死してなお、昌幸は容易に許されなかったのである。
家康は大坂の陣に先立ち、「真田が大坂城に入城した」との知らせを受けると、「親の方か?子の方か?」と訊ねたと言われる。これは当代随一の戦術家である昌幸の病死を家康を始め当時の武将達が疑っていたことを示唆している。またその時、家康の手は震えていたと伝えられ、家康がそれだけ昌幸に恐怖していたとされる。実際は昌幸ではなく、当時は無名の信繁と知って安堵したとも伝わる。
家康とは相容れぬ関係にあり、家名存続のために信之を送り込んでいるが、一定の距離は保った。2度の上田合戦で勝利した事からも、昌幸の自負心の高さがうかがえる。

## 家臣
昌幸期の真田家家臣団は矢沢氏や常田氏などの一族衆や譜代層を中核とするが、武田氏滅亡後の旧領国再編成や豊臣大名化の過程で真田氏の領主制が拡大したことにより、徳川家・上杉家とともに武田旧臣の受け皿の一つとなったほか、吾妻領や沼田領支配において寄騎衆となっていた吾妻衆や沼田衆、小県領支配において帰属した領主層などが外様衆として加わっている。
- 青柳清庵
- 池田重安
- 池田綱重
- 石井舎人
- 板垣修理亮
- 出浦盛清
- 大熊常光
- 小山田茂誠
- 金子泰清
- 唐沢玄蕃
- 河原綱家
- 鎌原重春
- 鈴木重則
- 鈴木忠重
- 高梨内記
- 禰津潜竜斎
- 野呂兵庫
- 原昌貞
- 馬場惣市
- 堀田興重
- 三井景国
- 矢沢頼綱
- 矢沢頼康
- 簗田新八
- 湯本三郎右衛門
- 横谷重氏
- 横谷幸重
- 来福寺左京
- 割田重勝

## 関連作品
小説
- 池波正太郎『真田太平記』
- 南原幹雄『謀将 真田昌幸』
- 竜崎攻『真田昌幸』
- 江宮隆之『真田昌幸』
- 津野田幸作『戦国の勇者』
- 伊東潤『城を噛ませた男』
- 黒澤はゆま『九度山秘録: 信玄、昌幸、そして稚児』

楽曲
- 三波春夫
  - 長編歌謡浪曲『真田軍記 沼田城物語』
  - 長編歌謡浪曲『続・沼田城物語 関ケ原前夜』
- さくらゆき
  - 『比類なき眼』（作詞：小栗さくら、作曲：望月俊）
  - 『魂の絆』真田4代（幸隆・昌幸・信之・信繁・大助・大八）イメージ曲（作詞：小栗さくら、作曲：小池勝彦）

映画
- 絵本猿飛佐助（1953年 演：河部五郎）
- 少年猿飛佐助 天空の白馬（1958年 演：河部五郎）
- 少年猿飛佐助 牢獄の姫君（1958年 演：河部五郎）
- 真田幸村の謀略（1979年 演：片岡千恵蔵）
- 戦国自衛隊（1979年 演：角川春樹）

テレビドラマ
真田昌幸が主人公のテレビドラマ
- 真田太平記（NHK新大型時代劇、1985年 演：丹波哲郎）、原作は上記・池波正太郎の作品

真田昌幸が登場するテレビドラマ
- 講談ドラマ 猿飛佐助（1963年 演：市川中車）
- 真田幸村（1966年 演：中村竹弥）
- 猿飛佐助（日本テレビ、1980年 演：下元勉）
- 風神の門（NHK、1980年 演：宮口精二）
- 関ヶ原（TBS、1981年演：玉川伊佐男）
- おんな風林火山(TBS、1986年 - 1987年 演：山岡八高)
- 風雲!真田幸村(テレビ東京、1989年 演：日下武史)
- 家康が最も恐れた男 真田幸村（テレビ東京、1998年 演：丹波哲郎）
- 風林火山（NHK大河ドラマ、2007年 演：小林海人）
- 天地人（NHK大河ドラマ、2009年 演：岩松了）
- 江～姫たちの戦国～（NHK大河ドラマ、2011年 演：藤波辰爾）
- 真田丸（NHK大河ドラマ、2016年 演：草刈正雄）
- どうする家康（NHK大河ドラマ、2023年 演：佐藤浩市）

人形劇ドラマ
- 真田十勇士（NHK人形劇、1975年 声：名古屋章）

漫画
- 真田戦国史 比興の者（原作：宮崎克、劇画：ケン月影、全2巻、秋田書店〈プレイコミックス〉、2006年-2007年刊）
- 真田魂（重野なおき）
- ねこねこ日本史（そにしけんじ、実業之日本社）

アニメ
- 新釈 眞田十勇士（2005年 声：谷口節）
- ねこねこ日本史（2016年-、Eテレ、声：木内太郎）そにしけんじ原作のテレビアニメ化

ゲーム
- 戦国BASARA 烈伝シリーズ 真田幸村伝  (2016年 声：大塚芳忠)
- 戦国無双～真田丸～  (2016年 声：三宅健太)